# Яблуневе (Ніжинський район)
Яблуневе (до 2016 року — Радгоспне) — село в Україні, у Вертіївській сільській громаді Ніжинського району Чернігівської області. Населення становить 284 осіб. До 2015 року орган місцевого самоврядування — Вертіївська сільська рада.

## Історія
Село засноване 1964 року під первинною назвою Радгоспне. 
У 1974 році побудований сільський клуб, в якому здійснюються різноманітні культурно-масові заходи, а також знаходиться сільська бібліотека.
У 1997 році побудована агронафтозаправну станцію, кафе та станцію автомобільного обслуговування.
У 1991 році побудована сільська школа, в якій навчалися учні з 1 по 11-й класи. У 2001 році кількість учнів зменшилась до 10 дітей і тому, у 2002 році школа припинила своє існування, а згодом шкільну будівлю перетворено на житлову.
У 1992—1993 роках побудований склад Ніжинського лісгоспу, який постачає оброблену деревину у різні регіони України та за кордон. 
31 серпня 2015 року, в ході децентралізації, село увійшло до складу Вертіївської сільської громади. У 2015 році побудований дитячий майданчик.
12 травня 2016 року відповідно з Постановою Верховної Ради України № 1353-VIII, село Радгоспне перейменовано в село Яблуневе.
У 2017 році капітально відремонтований автошлях центральної вулиці села.
12 червня 2020 року, відповідно до розпорядження Кабінету Міністрів України № 730-р «Про визначення адміністративних центрів та затвердження територій територіальних громад Чернігівської області», затверджено склад Вертіївської сільської громади.
19 липня 2020 року, в результаті адміністративно-територіальної реформи, село увійшло до складу новоутвореного Ніжинського району.

## Населення

### Мова
Розподіл населення за рідною мовою за даними перепису 2001 року:
| Мова       | Кількість | Відсоток |
| ---------- | --------- | -------- |
| українська | 274       | 96.48%   |
| російська  | 10        | 3.52%    |
| Усього     | 284       | 100%     |